# فرودگاه آبی بیکر لیک
فرودگاه آبی بیکر لیک (به انگلیسی: Baker Lake Water Aerodrome) یک فرودگاه است که یک باند فرود آب دارد. این فرودگاه در کشور ایالات متحده آمریکا قرار دارد و در ارتفاع ۲ متری از سطح دریا واقع شده است.